# Parevia guianensis
Parevia guianensis är en fjärilsart som beskrevs av James John Joicey och Talbot 1916. Parevia guianensis ingår i släktet Parevia och familjen björnspinnare. Inga underarter finns listade i Catalogue of Life.